# Dicranomyia spinosissima
Dicranomyia spinosissima là một loài ruồi trong họ Limoniidae. Chúng phân bố ở miền Cổ bắc.